# Нельский, Валерий Сергеевич
Валерий Сергеевич Не́льский (псевдоним — Нельский-Булатовский; настоящая фамилия — Булатовский) (1906—1990) — российский советский театральный актёр, режиссёр и педагог. Народный артист СССР (1975). Лауреат Сталинской премии третьей степени (1950).

## Биография
Родился 2 (15) ноября 1906 года в городе Красный (ныне посёлок Смоленской области).
Работал в Смоленском (1922—1926, 1938—1945), Свердловском, Челябинском, Куйбышевском и других театрах. В Смоленске первое время был суфлёром, участником массовок, эпизодов. Выступал в составе украинской труппы. Ученик И. А. Ростовцева.
С 6 июня 1941 года — в театре Западного фронта, созданном на базе Смоленского театра. С 6 ноября 1941 года по 22 сентября 1944 года вместе с театром находился в эвакуации в Красноуральске и Муроме.
С 1945 года — актёр, режиссёр Ярославского театра драмы им. Ф. Г. Волкова.
В 1947 году возглавил театральную студию при театре. Преподавал актёрское мастерство в Ярославском театральном училище (ныне Ярославский театральный институт).
В 1960—1983 годах возглавлял Ярославское отделение Всероссийского театрального общества.
Член КПСС с 1963 года.
Умер 22 марта 1990 года в Ярославле. Похоронен на Чурилковском кладбище.

### Семья
- Жена — Валентина Павловна Нельская-Булатовская (Милёнушкина) (1920—1991), актриса[2].
  - Дочь — Людмила Нельская (1942?—1964?), актриса[3].  Была первой женой Леонида Кулагина.  Скончалась в 22 года от белокровия.

## Награды и звания
- Заслуженный артист РСФСР (11.07.1950)
- Народный артист РСФСР (1958)
- Народный артист СССР (1975)
- Сталинская премия третьей степени (1950) — за исполнение роли Макса Венты в спектакле «Заговор обречённых» Н. Е. Вирты
- Орден Ленина (22 августа 1986)
- Орден Октябрьской Революции
- Два ордена «Знак Почёта» (в том числе 11 июля 1950[4])
- Медаль «За Победу над Германией в Великой Отечественной войне 1941-1945 гг.»
- Медаль «За доблестный труд в Великой Отечественной войне 1941—1945 гг.»

## Роли

### Российский государственный академический театр драмы имени Фёдора Волкова
- «Тайна Нельской башни» А. Дюма-сына — граф де Савуази (отсюда псевдоним)
- «Мятеж на Волге» И. Назарова — Ленин
- «Мещане» М. Горького — Пётр Бессеменов
- «Варвары» М. Горького — Маврикий Осипович Монахов
- «Человек с ружьём» Н. Ф. Погодина — Иван Шадрин
- «Штурманы грядущих бурь» Н. М. Севера — шеф Третьего отделения
- «Живой труп» Л. Н. Толстого — Протасов
- «Кредит у Нибелунгов» Ф. Куна — Юстус Вюльфинг
- «Доходное место» А. Н. Островского — Жадов
- «Порт-Артур» И. Ф. Попова и А. Н. Степанова — Стессель
- 1945 — «Собака на сене» Л. де Веги — Теодоро
- 1946 — «Бесприданница» А. Н. Островского — Юлий Капитонович Карандышев
- 1947 — «Молодая гвардия» по А. А. Фадееву — Олег Кошевой
- 1947 — «Дядя Ваня» А. П. Чехова — Иван Петрович Войницкий
- 1948 — «Горе от ума» А. С. Грибоедова — Чацкий, Молчалин
- 1950 — «Заговор обречённых» Н. Е. Вирты — Макс Вента
- 1950 — «Вишнёвый сад» А. П. Чехова — Петя Трофимов
- 1952 — «Любовь Яровая» К. А. Тренёва — Швандя
- 1952 — «На дне» М. Горького — Барон
- 1954 — «Чайка» А. П. Чехова — Борис Алексеевич Тригорин
- 1956 — «Вечный источник» Д. И. Зорина — Ленин
- 1956 — «Царь Фёдор Иоаннович» А. К. Толстого — царь Фёдор
- 1959 — «Третья патетическая» Н. Ф. Погодина — Ленин
- 1960 (первая редакция) — «Фёдор Волков» Н. Севера — Ломоносов
- 1961 — «Хозяева жизни» Ю. Чепурина — Минугасов
- 1961 — «Четвёртый» К. Симонова — Штурман
- 1962 — «Знакомьтесь, Балуев!» В. Кожевникова — Фокин
- 1962 — «Дети солнца» М. Горького — Протасов
- 1962 — «Палата» С. Алёшина — Новиков
- 1963 — «Физики» Ф. Дюрренматта — Мёбиус
- 1963 — «День отдыха» В. Катаева — Зайцев
- 1963 — «Фёдор Волков» Н. Севера — Феофан, настоятель Толгского монастыря
- 1963 — «Мнимый больной» Ж.-Б. Мольера — Арган
- 1964 — «Мера за меру» В. Шекспира — Герцог
- 1964 — «На всякого мудреца довольно простоты» А. Н. Островского — Крутицкий
- 1964 — «Глубокая разведка» А. Крона — Майоров
- 1965 — «Печорин» по роману М. Ю. Лермонтова «Герой нашего времени» — Дипломат
- 1965 — «Панфиловцы» И. Назарова — генерал Панфилов
- 1965 — «Страница дневника» А. Корнейчука Драматург — Искра
- 1966 — «Бумеранг» А. Татарского — Кляйвист
- 1966 — «Тяжкое обвинение» Л. Шейнина — Сергей Иванович
- 1967 — «Твой дядя Миша» Г. Мдивани — Геннадий Барабанов
- 1967 — «Стакан воды» Э. Скриба — Лорд Болингброк
- 1967 — «Царь Юрий» В. Соловьёва — Писатель / Шуйский
- 1967 — «Мятеж на Волге» И. Назарова — Ленин
- 1967 — «Больше не уходи» В. Тура — Александр Громов
- 1969 — «Человек и глобус» В. Лаврентьева — Ракитский
- 1969 — «Такие времена» Е. Юрандота — Скупень
- 1969 — «Враги» М. Горького — Захар Бардин
- 1969 — «Недоросль» Д. Фонвизина (1969) — Стародум
- 1970 — «Посольский дневник» по роману С. А. Дангулова «Дипломаты» — Ленин
- 1970 — «Единственный свидетель» Ариадны и Петра Тур — Борис Иванович
- 1971 — «Круги ада» А. Насибова — Лавров
- 1971 — «Штурманы грядущих бурь» Н. Севера — Шеф третьего отделения
- 1971 — «Дети России» Л. Шейнина — Генерал Карбышев
- 1972 — «Человек со стороны» И. Дворецкого — Грамоткин
- 1972 — «Солдатская вдова» Н. Анкилова — Прыщев
- 1972 — «В этом милом старом доме» А. Арбузова — Эраст Петрович
- 1973 — «…Забыть Герострата!» Г. Горина — Клеон
- 1973 — «Человек и джентльмен» Э. де Филиппо — Дженнаро
- 1974 — «Характеры» В. М. Шукшина — дед Наум
- 1974 — «Двенадцатая ночь» У. Шекспира — Мальволио
- 1975 — «Горе от ума» А. С. Грибоедова — Фамусов
- 1975 — «Четыре капли» В. Розова — От автора
- 1975 — «Власть» А. Софронова — Степанов
- 1975 (возобновление) — «Фёдор Волков» Н. Севера — Феофан
- 1976 — «Тени» М. Е. Салтыкова-Щедрина — Свистиков
- 1976 — «День приёма» П. Попогребского — Тёмкин
- 1976 — «Здрасьте, я ваша тетя!» А. Кучаева — Писатель
- 1977 — «Доходное место» А. Н. Островского — Юсов
- 1977 — «Ожидание» А. Арбузова — Шурик
- 1977 — «Любовь Яровая» К. Тренева — Горностаев
- 1977 — «Театральные миниатюры» А. П. Чехова — Светловидов
- 1978 — «Самый правдивый» Г. Горина — Бургомистр
- 1978 — «Власть тьмы» Л. Н. Толстого — Аким
- 1978 — «Госпожа министерша» Б. Нушича — Дядя Васа
- 1979 — «Мелодия для павлина» О. Заградника — Титан Гара
- 1979 — «Революционный этюд» М. Шатрова — Обух
- 1980 — «Варвары» М. Горького — Головастиков
- 1981 — «Материнское поле» Ч. Айтматова — Аксакал
- 1981 — «Алкины песни» А. Иванова — Дед Максим
- 1981 — «Дело» А. Сухово-Кобылина — Муромский
- 1982 — «Исполнение желаний» Ю. Черняка — Кузьма, бригадир
- 1982 — «Ретро» А. Галина — Николай Михайлович
- 1983 — «Фальшивая монета» М. Горького — Кемской
- 1983 — «Вечер» А. Дударева — Мультик
- 1984 — «Змеелов» по роману Л. Карелина — Анатолий Семёнович
- 1984 — «Светит, да не греет» А. Н. Островского и Н. Я. Соловьёва — Худобаев
- 1985 — «Виноватые» А. Арбузова — Христолюбов
- 1986 — «Вишнёвый сад» А. П. Чехова — Фирс
- 1987 — «Олимпия» Ф. Мольнара — Плата-Эттинген

## Режиссёрские работы
- «Лгунья» М. Мэйо и М. Эннекена
- «Профессия миссис Уоррен» Б. Шоу
- «Палата» С. И. Алёшина
- «Круги ада» А. А. Насибова
- «Сослуживцы» Э. В. Брагинского и Э. А. Рязанова
- «Женитьба Белугина» А. Н. Островского